# Gigi Beccaria
Luigi Beccaria, detto Gigi (Torino, 30 marzo 1920 – Parma, 14 ottobre 2006), è stato un cantante italiano.

## Biografia
Dopo aver vinto un concorso per voci nuove nel 1944 presso gli studi dell'EIAR, debuttò nella rubrica radiofonica Uomini nell'ombra.
Il primo grande successo dei molti brani considerati "leggeri" dei quali fu interprete fu Dove sta Zazà?, interpretata per la prima volta da Aldo Tarantino nel 1944, che lanciò alla radio nel 1946 e che venne ripresa subito dopo in rivista da Nino Taranto.

Gigi Beccaria, Renata Zanoni, il Duo Fasano e Luciano Benevene nel 1949

Fece parte dell'orchestra di Cinico Angelini, ma fu con quella di Pippo Barzizza che si mise maggiormente in evidenza con il brano Baciandoti (1946), con il quale si distinse per non imitare il classico stile swing di Alberto Rabagliati.
Durante la sua breve ma intensa carriera incise sempre per l'etichetta Cetra e quasi sempre accompagnato dall'orchestra di Beppe Mojetta.
Tra la fine degli anni quaranta e l'inizio degli anni cinquanta lanciò numerosi altri brani, come Eulalia Torricelli (1946), che ebbe un successo talmente enorme da essere ricordata ancora oggi, Cica cica bum (1947) e Jess il bandito (1950).
Si ritirò dalle scene poco dopo aver interpretato quest'ultimo brano per aprire un'azienda di prodotti di bellezza.

## Discografia parziale

### Singoli
- 1945: Non canta più Firenze/C'è una stella sul cupolone (di Roma) (Parlophon, C 8082)
- 1945: Perduto amore (in cerca di te)/La balabanca (Cetra, DC 4381; solo il lato B, lato A cantato da Nella Colombo)
- 1946: La canzone del tramvai/Basta con le fughe (Cetra, DC 4411)
- 1946: Dondolando su una stella (Swinging on a Star) (Cetra, DC. 4419)
- 1946: Angiolina (Cetra, DC. 4424)
- 1946: Dove sta Zazà/Ti chiami Mammola (Cetra, DC 4495)
- 1947: Ma coquette/Il valzer del boogie-woogie (Cetra, DC 4569)
- 1947: Eulalia Torricelli/Teresin Teresin Teresin (Cetra, DC 4573)
- 1947: Non è per gelosia/Argentina (Cetra, DC 4575)
- 1947: I remember you/La paloma blanca (Cetra, DC 4579)
- 1947: Ci-ca ci-ca bum (Cetra, DC. 4619)
- 1947: Tu sei bella, Gabriella (Cetra, DC. 4645)
- 1949: Qualcosa in Perù (Au Chili) (Cetra, DC 4969)
- 1950: Jess il bandito/La giraffa Pasqualina (Cetra, DC 5225)